# Trzy Borki
Trzy Borki – wieś w Polsce położona w województwie wielkopolskim, w powiecie konińskim, w gminie Kramsk. Należy do sołectwa Helenów Drugi.
W latach 1975–1998 miejscowość należała administracyjnie do województwa konińskiego.

## Galeria

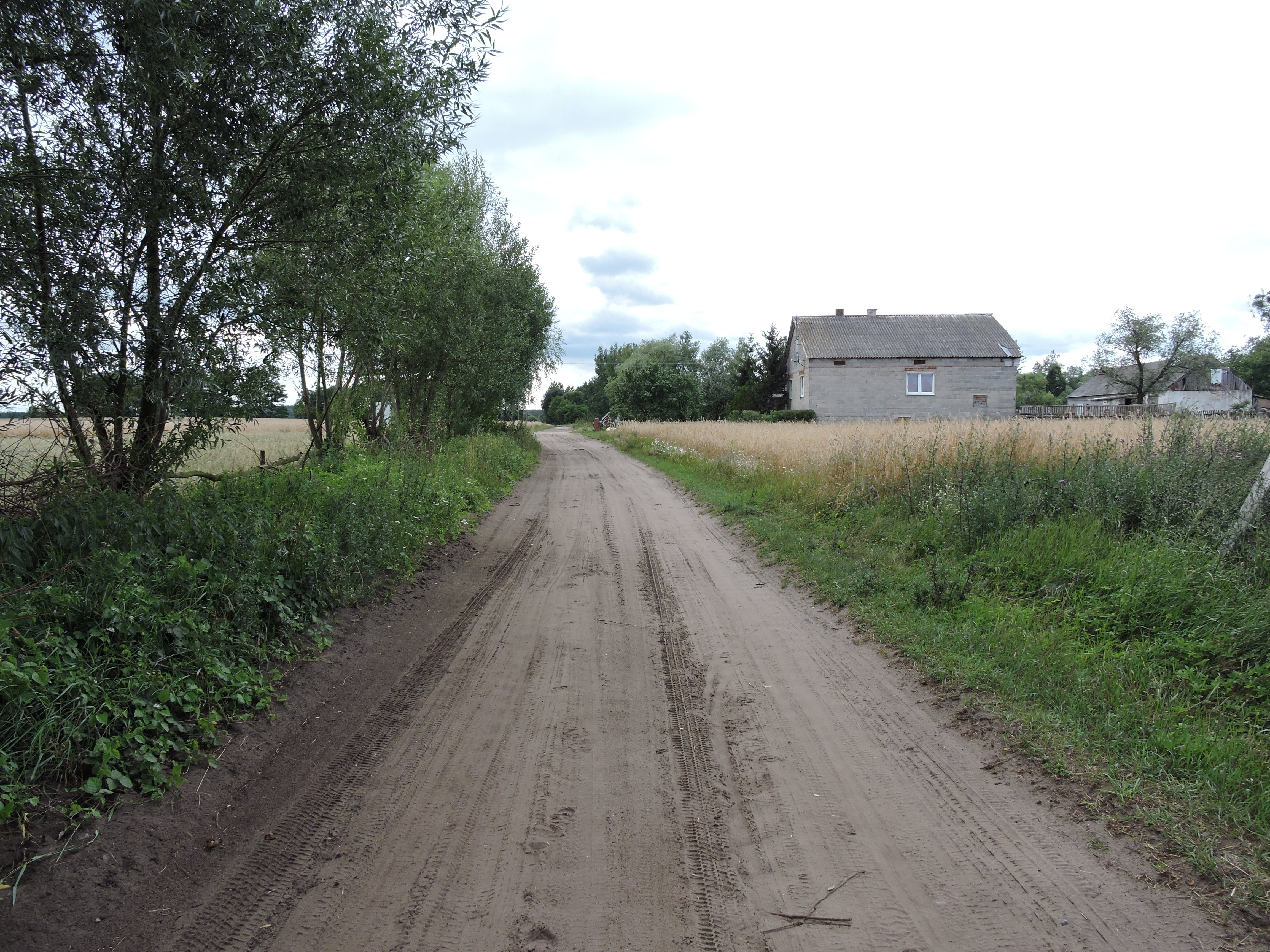
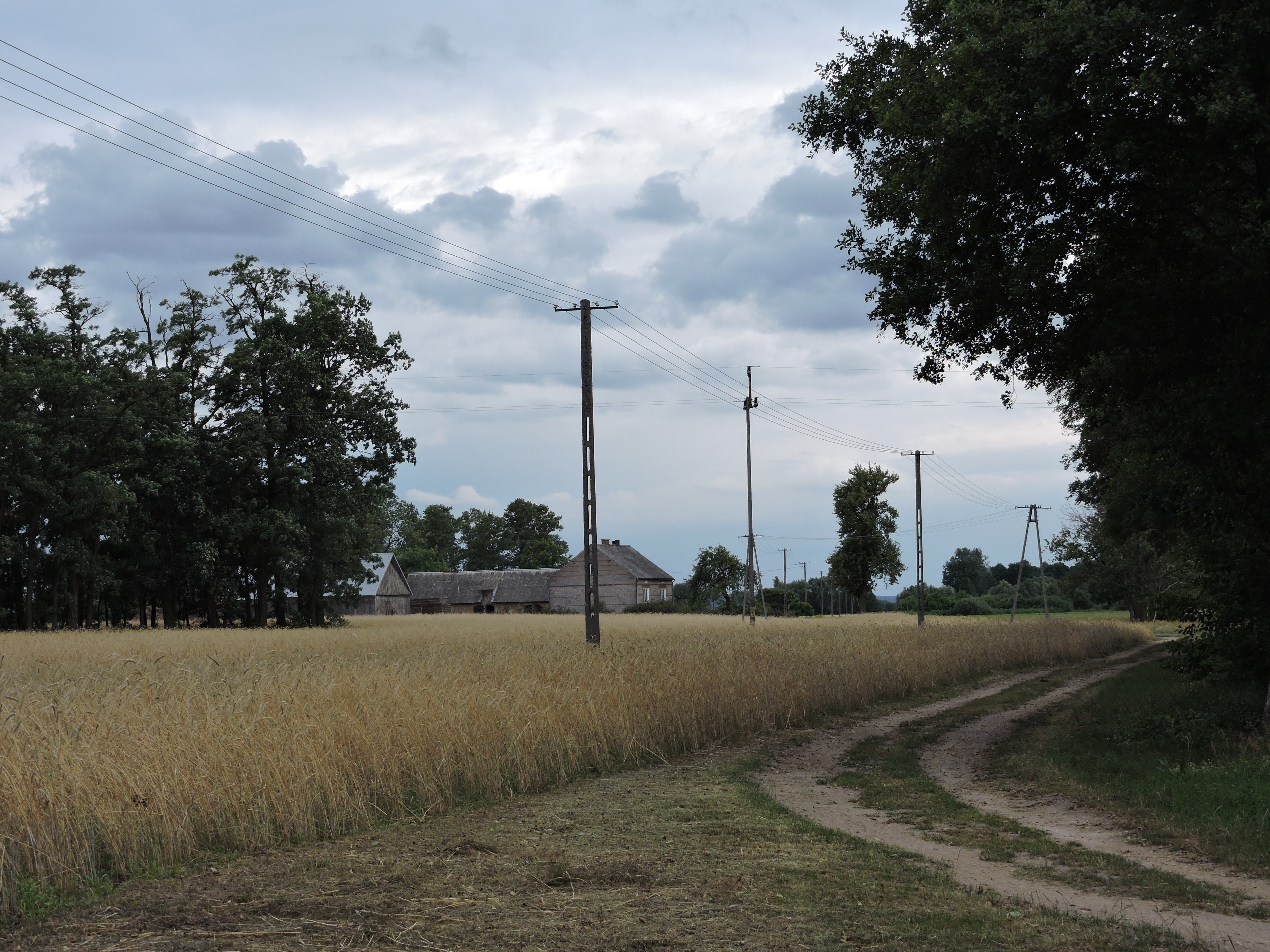